# Il miniaturista
Il miniaturista (The Miniaturist) è una miniserie televisiva anglo-statunitense del 2017 diretta da Guillem Morales. Adattamento dell'omonimo romanzo di Jessie Burton vede come protagonisti Anya Taylor-Joy, Romola Garai e Alex Hassell.

## Trama
Amsterdam, 1686. La diciottenne Nella si trasferisce in città per abitare col marito, il ricco mercante Johannes Brandt, di vent'anni più vecchio. Il matrimonio è stato combinato dal padre di Nella, dopo che questi aveva dilapidato la fortuna di famiglia. Johannes vive con la sorella Marin e due domestici. La sua nuova famiglia la accoglie freddamente e Johannes le regala una casa delle bambole perché la ragazza possa distrarsi e impegnare il tempo. Tuttavia la casa si rivela essere molto più di un passatempo e la misteriosa apparizione di oggetti al suo interno insospettisce Nella che inizia ad indagare sui segreti che la circondano.

## Puntate
| nº | Titolo originale | Titolo italiano | Prima TV UK      | Prima TV Italia |
| -- | ---------------- | --------------- | ---------------- | --------------- |
| 1  | Episode 1        | Episodio 1      | 26 dicembre 2017 | 11 gennaio 2023 |
| 2  | Episode 2        | Episodio 2      | 27 dicembre 2017 | 11 gennaio 2023 |
| 3  | -                | Episodio 3      | -                | 11 gennaio 2023 |

## Personaggi e interpreti

### Principali
- Petronella "Nella" Oortman, interpretata da Anya Taylor-Joy, doppiata da Veronica Benassi.
Moglie di Johannes.
- Marin Brandt, interpretata da Romola Garai, doppiata da Chiara Gioncardi.
Sorella di Johannes che detiene il potere nella casa Brandt nonostante il trasferimento di Nella.
- Johannes Brandt, interpretato da Alex Hassell, doppiato da Gianfranco Miranda.
Mercante nel commercio dello zucchero. Sposa Nella per celare i suoi segreti.
- Cornelia, interpretata da Hayley Squires, doppiata da Letizia Scifoni.
Domestica dei Brandt.
- Otto, interpretato da Paapa Essiedu.
Servitore di Johannes.
- Miniaturista, interpretata da Emily Berrington, doppiata da Giulia Tarquini.
Misteriosa ragazza che consegna miniature basate sulla vita dei Brandt nella loro residenza.
- Frans Meermans, interpretato da Geoffrey Streatfeild, doppiato da Simone D'Andrea.
Uomo d'affari emergente e vecchio amico di Johannes.
- Agnes Meermans, interpretata da Aislín McGuckin.
Moglie di Frans che ha investito il suo denaro nel commercio dello zucchero.

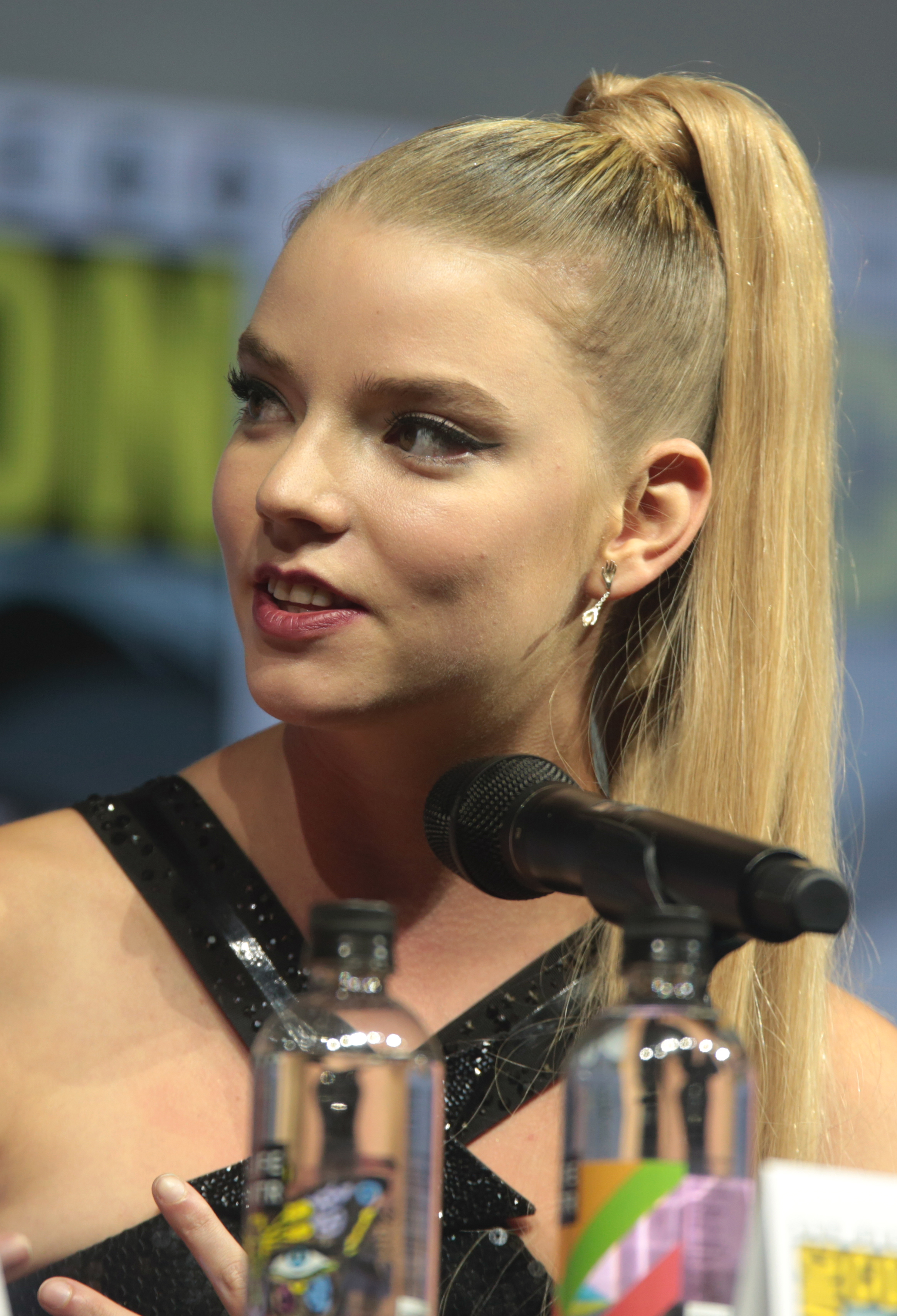
Anya Taylor-Joy
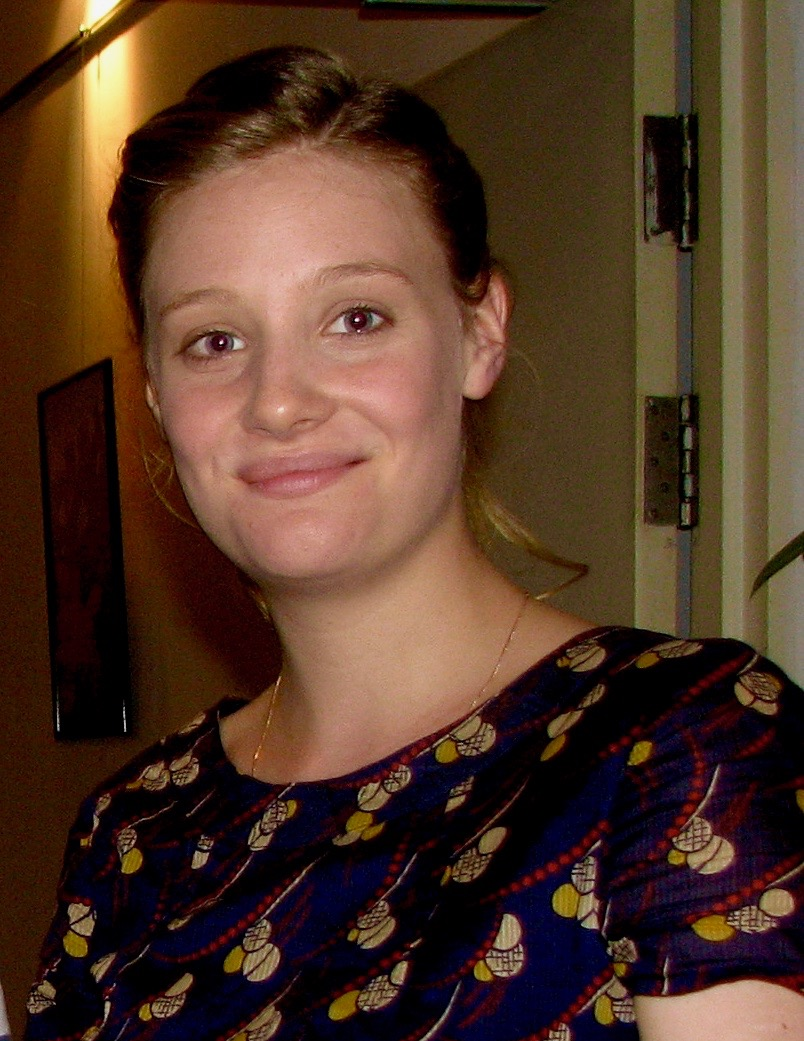
Romola Garai
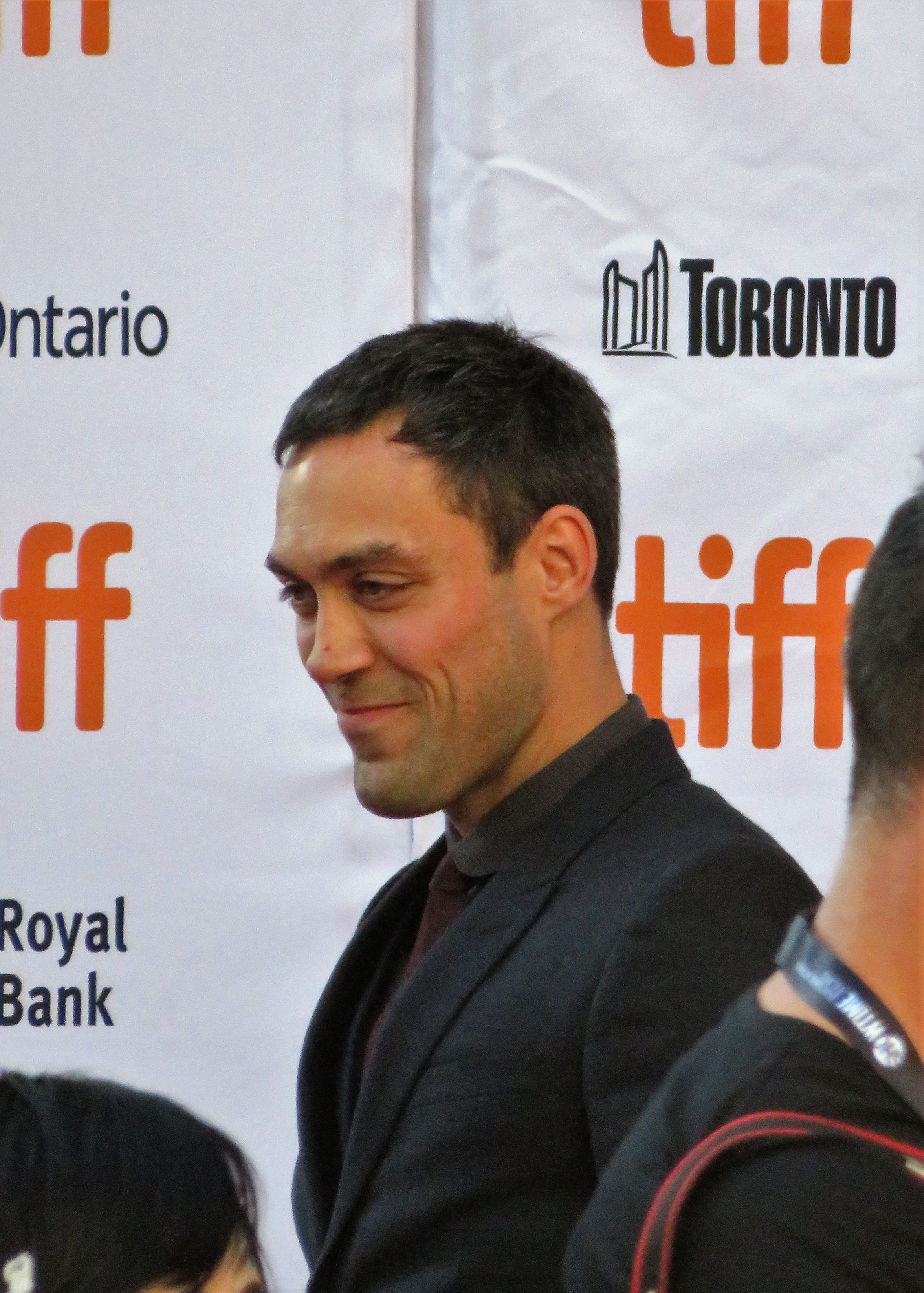
Alex Hassell
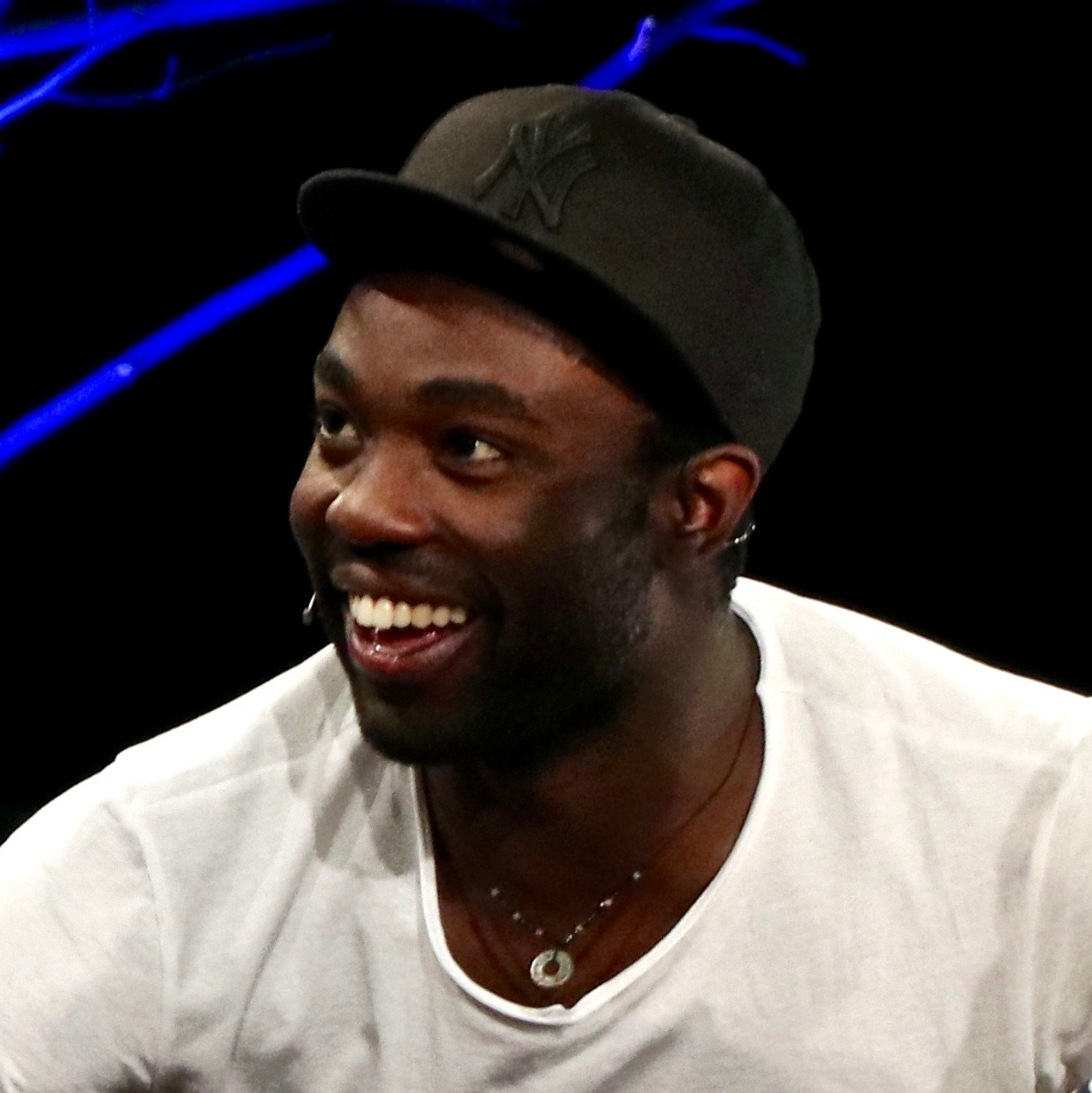
Paapa Essiedu
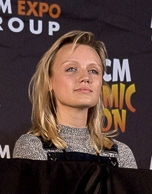
Emily Berrington

### Ricorrenti
- Hanna, interpretata da Sally Messham, doppiata da Annalisa Usai.
Pasticciera e amica di Cornelia.
- Jack Philips, interpretato da Ziggy Heath.
Intrattiene una relazione omosessuale con Johannes.
- Pastore Pellicorne, interpretato da Christopher Godwin.
Capo religioso ad Amsterdam.
- Pieter Slabbaert, interpretato da Ian Hogg.
Schout di Amsterdam.

## Produzione
La miniserie è stata girata nei Paesi Bassi, con Leida che sostituisce la Amsterdam del XVII secolo.

## Distribuzione
Nel Regno Unito è stata trasmessa il 26 e 27 dicembre 2017 su BBC One. Negli Stati Uniti è andata in onda in tre parti il 9 settembre 2018 su PBS.
In Italia è stata interamente trasmessa l'11 gennaio 2023.

## Accoglienza
La miniserie ha ricevuto recensioni generalmente positive dalla critica. Rotten Tomatoes riporta il 76% delle recensioni professionali positive, con un voto medio di 6,50 su 10 basato su 17 critiche. Il consenso critico del sito web indica, "Eleganti arredi di scena e interpretazioni eccezionali aiutano a rendere "Il miniaturista" abbastanza avvincente, anche se la sua versione degli eventi non è all'altezza del suo misterioso materiale di origine." Metacritic, invece, ha assegnato un punteggio di 69 su 100 basato su 7 recensioni, indicando "recensioni generalmente favorevoli".
Caroline Framke di Variety ha elogiato la bellezza della serie ma ne ha criticato la lunghezza: «È un peccato che la serie non vada mai del tutto d'accordo, visto quanto ha da offrire in termini di storia, talento e scenografia e costumi davvero spettacolari che mettono in risalto le riprese sul posto con tale stile. Ma proprio come la casa delle bambole al suo centro, Il miniaturista è più bravo a ospitare fac-simili piuttosto che personaggi che sembrano reali».
Hanh Nguyen di IndieWire, che ha classificato la serie come B, ha criticato la serie per lo sviluppo debole dei personaggi - il che ha fatto sembrare che "mancasse un episodio" - sottolineando comunque che la serie merita di essere guardata: «Nonostante nel periodo storico in cui è ambientata la vicenda Amsterdam fosse stata fiorente, la serie esamina la società dal punto di vista dei disadattati e degli emarginati. Occorre aver voglia di affrontare i temi di un mondo difficile così come sono presentati, mondo che riecheggia nelle azioni dei personaggi. Il miniaturista può sembrare a volte troppo crudo e peccare d'ingenuità, ma in realtà promuove la speranza e il cambiamento, e solo per questo vale la pena guardarlo».

## Riconoscimenti
- 2018 – British Academy Television Craft Awards[10]
  - Candidatura per il miglior trucco e acconciature a Chrissie Baker
- 2018 – Ivor Novello Awards[11]
  - Miglior colonna sonora per la televisione a Dan Jones
- 2018 – Music+Sound Awards[12]
  - Candidatura per la miglior colonna sonora televisiva a Dan Jones
- 2018 – Royal Television Society[13]
  - Candidatura per i migliori costumi a Joanna Eatwell